# گمینا پروخنگک
گمینا پروخنگک (به لهستانی:  Gmina Pruchnik) یک گمینا در لهستان است که در شهرستان یاروسواف واقع شده‌است. گمینا پروخنگک ۷۸٫۲۶ کیلومتر مربع مساحت و ۹٬۸۴۵ نفر جمعیت دارد.